# 佐藤陽二
佐藤 陽二（さとう ようじ、1925年 - 2012年）は、日本の牧師、神学校教師。神学博士。

## 経歴
福島県伊達郡伊達町（現伊達市）に生まれる。1943年、海軍兵学校75期生として学ぶ。1953年、日本基督神学専門学校に入学しながら、日本基督教団浅草橋教師の副牧師を勤める。1955年に結婚し、日本基督教団神楽坂伝道所を設立する。1966年に東京神学大学大学院を卒業する。1966年より1968年までアメリカン・バプテスト西部神学大学院に留学する。1974年、再渡米して、コビナ日系人教会を設立する。1983年に帰国する。カリフォルニア神学大学院を卒業する。
牛込キリスト教会牧師、カリフォルニア神学大学院日本校総長を務めた。

## 著書
- 『E・ブルンナーの教会観』
- 『マルコによるたとえ話講解』
- 『ローマ人への手紙講解説教』聖文社、1988
- 『キリスト教入門』
- 『ヨブ記講解』
- 『民数記』
- 『使徒行伝講解』
- 『正典的解釈と創世記研究』